# Maddalena che ascolta la predica di Cristo
La Maddalena che ascolta la predica di Cristo è un dipinto a tempera su tavola (18x42 cm) di Sandro Botticelli, databile al 1491-1493 circa e conservato nel Philadelphia Museum of Art di Filadelfia.

## Storia
Il pannello fa parte della predella di una pala d'altare per il monastero fiorentino di Sant'Elisabetta delle Convertite a Firenze, dove era stata finanziata dall'Arte dei Medici e Speziali. Il monastero ospitava prostitute pentite, per questo la figura di riferimento era Maria Maddalena a cui è dedicata la predella.
Con la soppressione del 1808 il patrimonio dell'istituzione sacra venne disperso. La pala in particolare, oggi al Courtauld Institute di Londra, venne separata dalla predella, che era originariamente un'unica tavola lignea, venne segata in più scomparti e dopo messa sul mercato antiquario. Oggi trova al Philadelphia Museum of Art.

## Descrizione e stile
La scena è ambientata in un loggiato classicheggiante tirpartito da pilastri. Dietro ciascuna apertura si apre un portale rinascimentale di forma rettangolare con timpano triangolare, il tutto sapientemente uniformato dalla prospettiva.
Gesù si trova in piedi su un palchetto all'estremità destra, e con un eloquente gesto fa per predicare, ascoltato da un nutrito gruppo di fedeli. Più lontana, al centro della scena, appare Maria Maddalena vestita di rosso, nel suo isolamento fisico e spirituale. Ella giunge le mani e ascolta con intensità le parole del Salvatore fissandolo.
Il dipinto è intonato su colori accesi e squillanti, con poco ricorso alle ombre, tipico della produzione finale dell'artista.